# Comuna Perehnoiiv, Zolociv
Perehnoiiv (în ucraineană Перегноїв) este o comună în raionul Zolociv, regiunea Liov, Ucraina, formată din satele Krîvîci și Perehnoiiv (reședința).

## Demografie
Componența lingvistică a comunei Perehnoiiv
     Ucraineană (99,76%)
     Alte limbi (0,24%)
Conform recensământului din 2001, majoritatea populației comunei Perehnoiiv era vorbitoare de ucraineană (99,76%), existând în minoritate și vorbitori de alte limbi.